# Organiz

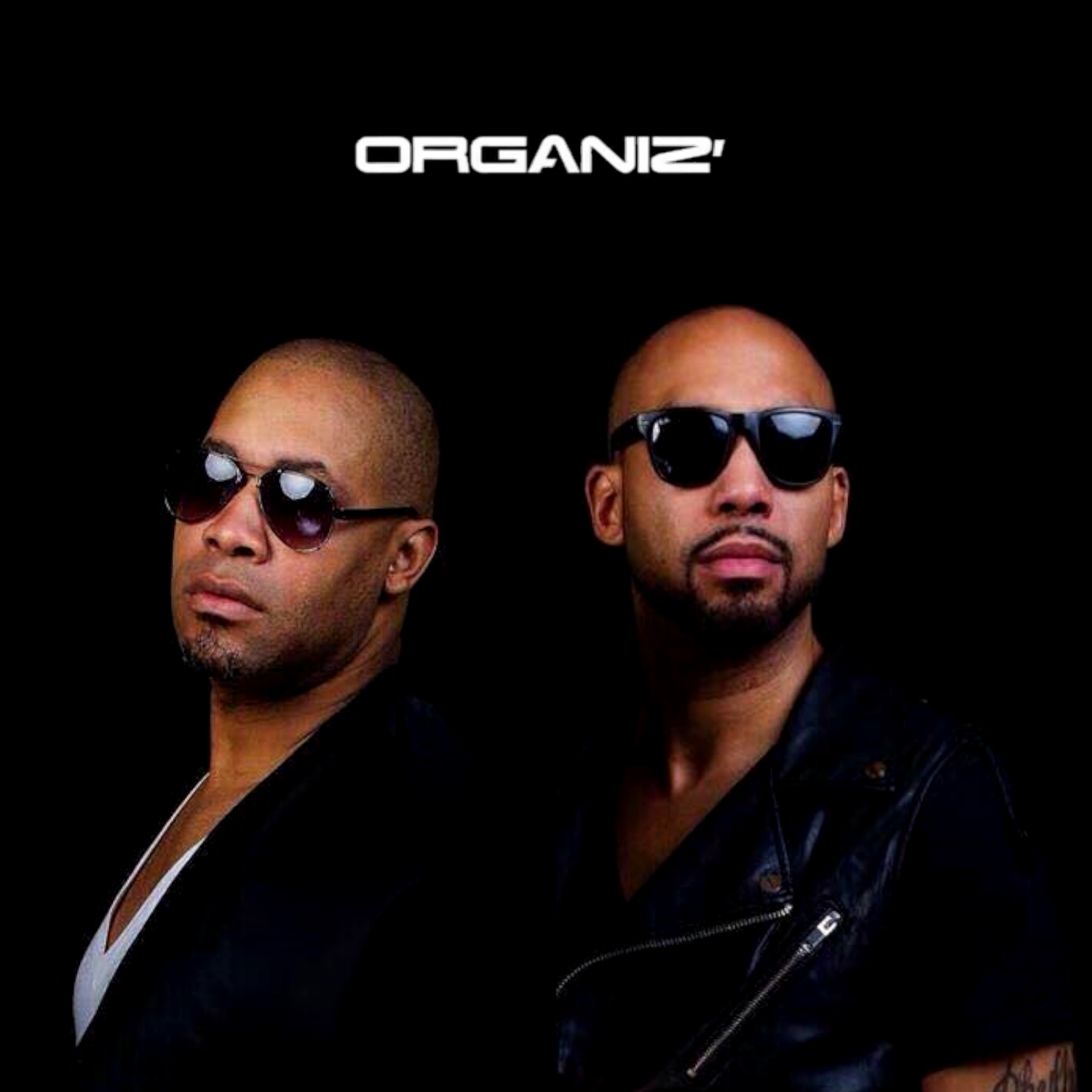

Organiz est un duo français d'auteurs-compositeurs, chantant et rappant en anglais dans un style R'n'B/soul. Mike et Phylly composent ce duo dont le succès était surtout en toute fin des années 1990 et début des années 2000.
Ils vendent plus de 2 millions d'exemplaires et sont récompensés par plusieurs disques d'or. 

## Carrière
Phylly et Mike, les deux membres du groupe, sont originaires des Caraïbes et se rencontrent à l'adolescence sur un terrain de basket en ile de France. Leurs goûts communs pour le rap, le R'n'B, la soul, le funk ou le rock les unissent pour composer pour eux ou pour d'autres. Ils sont fascinés par la musique US.
Ils illustrent leur mélange d'influences grâce à leur premier single Are U Ready, en adaptant Miss You des Stones. Le deuxième single est une reprise de I Never Knew Love Like This Before, hit de Stephanie Mills. De 1998 à 2001, on découvre leur meilleures ventes singles : les titres sus-cités,  Like Dis Like Dat, Can We Talk About It, You to Me Are Everything et Ho Ho. Clara Morgane apparaît dans le clip de Ho Ho et Adriana Karembeu dans celui de Like Dis Like Dat.
Ils investissent tout le fruit de leur succes dans leur propre studio d'enregistrement.
Ils travaillent ensuite en studio pour différents artistes, notamment Medhy Custos ou interviennent parfois en featuring comme avec Mac Kregor et produisent le groupe Tandem (Mac tyer)
Par la suite Phylly se consacrent exclusivement aux artistes en termes de production et de réalisation, notamment des artistes américains. 
Mike quant à lui, se consacre essentiellement à la video et est récompensé par un Award aux USA, sous le nom de Mike FEENIX. 
En 2013, ils participent en tant que « guests » à la troisième saison de l'émission de télé-réalité L'Île des vérités.
Derek Martin, chanteur soul est en featuring sur l'un de leurs titres qui sortira en 2016.
En 2016, ils sortent l'album de 15 titres Review avec des inédits comme Eye in the Sky produit par BlackStone Records ltd en partenariat avec Stuff Corp. En 2021 un album PREVIEW 20th Aniversary edition sort avec 17 titres
En 2023, on les voit à la TV en duo avec Ophelie winter et ils annoncent sur les réseaux sociaux leur retour avec de nouveaux titres.
En 2024 le titre "BABY COME TO ME" sort sur toutes les plateformes, avec Selena Chazem en featuring, ils revisitent un classique de la Funk.
La tournée des ZENITH de France démarre le 19 Sept 2024 et se termine le 26 Oct. 
Face au succès de cette tournée, Organiz la prolonge du 29/01/2026 au 19/03/2026 avec 23 concerts Zénith & Arena